# 4731 Monicagrady
4731 Monicagrady este un asteroid din centura principală, descoperit pe 1 martie 1981 de Schelte Bus.